# Musée de la lutte pour la libération de la Macédoine
Le musée de la lutte pour la libération de la Macédoine (en grec moderne : Μουσείο Μακεδονικού Αγώνα) occupe un bâtiment néo-classique de Thessalonique conçu par le célèbre architecte Ernst Ziller et réalisé en 1893. Les six salles du rez-de-chaussée illustrent l’histoire moderne et contemporaine de la Macédoine grecque. Elles présentent les développements sociaux, économiques, politiques et militaires qui ont formé la présence de l’Hellénisme dans la région. Cette approche permet au visiteur de se faire une image d’ensemble aussi bien des mouvements révolutionnaires qui ont agité la région que de la société du sud des Balkans qui, en mutation rapide, s’efforce avec peine de trouver l’équilibre entre la tradition et la modernité.

## Le bâtiment
Le 23 août 1890, un énorme incendie a dévasté les quartiers sud-est de Thessalonique. Parmi les bâtiments détruits, figurait l’humble résidence qui accueillait le Consulat général de Grèce. Il se trouvait à côté d’une église de Saint-Démétrius peu connue, également détruite par l’incendie. Les deux bâtiments et le terrain étaient la propriété de la communauté grecque orthodoxe.
Bientôt, grâce à l’argent de l’assurance, au don d’Andréas Syngrós et à l’assistance du gouvernement grec, une somme suffisante était réunie pour reconstruire les bâtiments de la communauté grecque. Parmi eux, l’on compte la nouvelle église consacrée à Saint Grégoire Palamas et, à côté, une splendide résidence, de style néoclassique, conçue par Ernst Ziller : un hôtel particulier de standing, digne d’accueillir le Consulat. Lors des discussions qui eurent lieu entre les dignitaires de la communauté grecque de Thessalonique, Andréas Syngrós et le Consul Georgios Dokos, l’on avait conclu qu’il était particulièrement important que le consulat demeure sur le même site, afin de faciliter la collaboration secrète entre les chefs de la communauté et le consulat. Les fondations furent jetées en septembre 1982 et les travaux étaient achevés en août 1893. En 1984, le bâtiment fut loué par la communauté grecque à l’État grec qui y établit le Consulat de Grèce à Thessalonique.

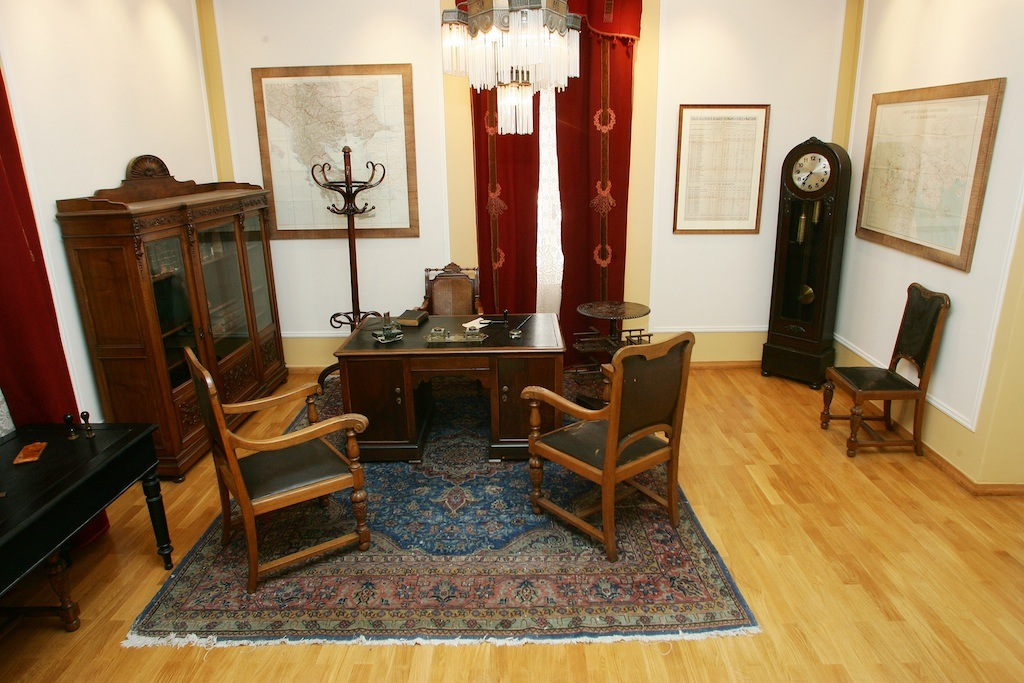
Le bureau du Consul Lambros Koromilas

Le mandat de Lámbros Koromilás (en) (1904-1907) fut d’une importance capitale car il organisa au sein des consulats les services secrets spéciaux, connus comme les “Centres”, pour la lutte pour la libération de la Macédoine. Le « Centre » de Thessalonique collaborait avec les autres « centres » de Macédoine et dirigeait les opérations. Il était principalement encadré par des officiers de l’armée qui étaient en contact avec les agents locaux et les bandes armées. Ils étaient également en contact avec les comités nationaux qui étaient encadrés par les habitants des villages et des cités de Macédoine. Le bâtiment du Consulat fut souvent le refuge de combattants qui y pénétraient en secret, par une porte latérale située dans la cour de la résidence épiscopale voisine.
L’importance de l’œuvre du Consulat grec, à l’époque, est corroborée par les témoignages des protagonistes de la lutte pour la libération de la Macédoine. Le général Konstantínos Mazarákis-Ainián (en), en poste en tant que “secrétaire spécial” du consulat, rapporte dans ses mémoires : “Mon travail commençait au Consulat. Du matin jusque minuit, j’y travaillais. Je rencontrais des personnes venant de la campagne. Une petite porte, dans la cour, communiquait avec la Cathédrale. De là, ils pouvaient échapper au regard de la sentinelle turque qui était en faction devant le Consulat. C’était le bureau de renseignements et de conseil de la résistance contre les bulgares…” .
Aléxandros Zánnas (de), descendant d’une des familles les plus éminentes de Thessalonique, œuvre pour la cause grecque depuis son adolescence. Ainsi, dans ses mémoires, il dit : “…Nous étions très bons amis avec tous ceux qui y travaillaient… J’avais l’habitude de les voir tous, pratiquement tous les jours, à cause du service de courrier secret de Macédoine qui marquait un arrêt chez nous et, habituellement, mes frères ou moi-même, nous amenions le courrier au Consulat… les lettres venaient de l’arrière-pays, grâce à divers employés des chemins de fer… et elles étaient remises à Tsapoulas, un homme de notre village qui tenait le café juste en face de la gare. Ma sœur, institutrice, allait les chercher au café et les amenait à la maison… Ensuite, nous les amenions au Consulat grec…”.
Le succès des activités de Lámbros Koromilás alarma les autorités ottomanes qui ont exigé son départ, en 1907. Cependant, le “Centre” poursuivit sa mission durant les années qui suivirent. Durant la période des Jeunes-Turcs, lorsque la lutte nationale était menée par des représentants politiques, l’organisation grecque veillait à agir en secret, ne révélant sa présence qu’à des officiers triés sur le volet.
Les Guerres balkaniques apportèrent la victoire pour la Grèce et aboutirent à l’unification de la Macédoine avec la Grèce. Puisque le consulat n’avait plus de raison d’être, le bâtiment put remplir d’autres fonctions. En 1915, la Banque agricole de Macédoine y établit son agence, au rez-de-chaussée et au sous-sol. En 1917, pour une période de trois ans, le bâtiment accueillit provisoirement la Banque nationale de Grèce en attendant que son agence, qui avait été détruite dans le grand incendie qui ravagea la ville cette année-là, soit reconstruite.
En 1923, le bâtiment accueillit la 23e école primaire. Sous l’Occupation allemande (1941–1944), la Croix-Rouge y tenait un centre de distribution de nourriture et, durant la guerre civile (1949), le sous-sol servit de lieu de détention de prisonniers politiques. Durant les décennies suivantes, le bâtiment accueillait une école pour filles, une école du soir et, depuis 1970, la 43e école primaire.

## Le Musée

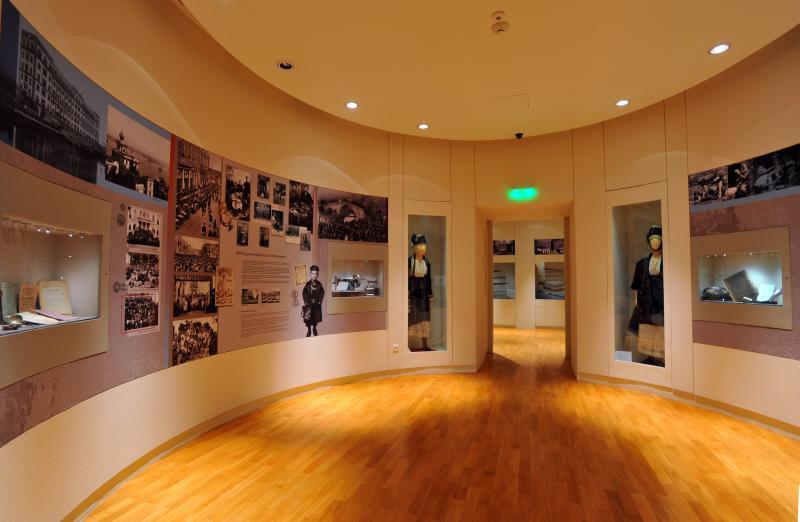
Le Musée de la lutte pour la libération de la Macédoine, Salle B

Dès les années 1930, l’idée avait émergé de créer un Musée de la lutte pour la libération de la Macédoine. La Fraternité macédonienne pour l'éducation (1940) et, ensuite, la Société des études macédoniennes jouèrent un rôle actif dans la création de ce musée. En 1978, un puissant séisme secoua Thessalonique et le bâtiment fut jugé comme ne convenant pas à accueillir une école. La société des Amis du Musée de la lutte pour la libération de la Macédoine fut créée en 1979 et demanda à utiliser le bâtiment pour en faire un musée. Le bâtiment fut restauré et, en 1980, devint le Musée de la lutte pour la libération de la Macédoine. Il fut inauguré en 1982 par Constantin Karamanlis, le Président de la République hellénique, originaire de Macédoine et descendant d’un combattant de la lutte pour la libération.
Depuis 1999, le musée est dirigé par la “Fondation du Musée de la lutte pour la libération de la Macédoine”. À l’aube du nouveau siècle, outre ses activités dans les domaines des expositions et de l’édition, la Fondation a lancé de nouveaux programmes éducatifs et des applications innovantes à la pointe de la technologie.

## La Collection

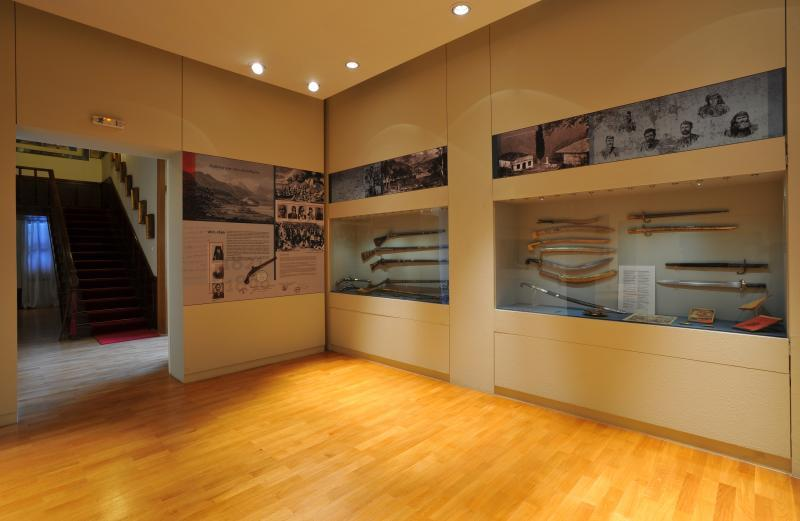
Le Musée de la lutte pour la libération de la Macédoine, Salle A

La présentation de l’arrière-plan historique, dans les deux premières salles, permet aux visiteurs de saisir la nature peu conventionnelle de la lutte pour la libération de la Macédoine. Ses divers aspects, les éléments qui l’ont constituée ainsi que ses principaux acteurs sont présentés dans les unités thématiques de l’exposition permanente du musée et, en particulier, dans les salles consacrées aux Makedonomachoi (le terme grec, pour « combattant de la Macédoine »), au clergé supérieur ou ordinaire, au rôle clé du Consulat général de Grèce à Thessalonique et à la personnalité emblématique de Pávlos Melás. Ces unités sont suivies d’autres, plus brèves, sur le mouvement des Jeunes-Turcs, qui a marqué la fin officielle de la phase armée de la lutte contre les bandes bulgares, et les Guerres balkaniques, qui ont marqué la fin de la présence ottomane en Macédoine, en 1913. Un bref documentaire informe les visiteurs sur les développements historiques qui suivirent. Au sous-sol, quatre dioramas grandeur-nature permettent aux visiteurs de connaître la vie quotidienne au début du XXe siècle, en Macédoine. La collection exposée au premier étage inclut des objets de militaires des armées grecque, serbe, bulgare et ottomane engagés dans les Guerres balkaniques. Dans la salle de lecture, les visiteurs trouveront une collection de modèles de véhicules et d’armes utilisés par l’armée grecque, réalisés à la main. En outre, ils pourront suivre des films documentaires sur divers sujets.

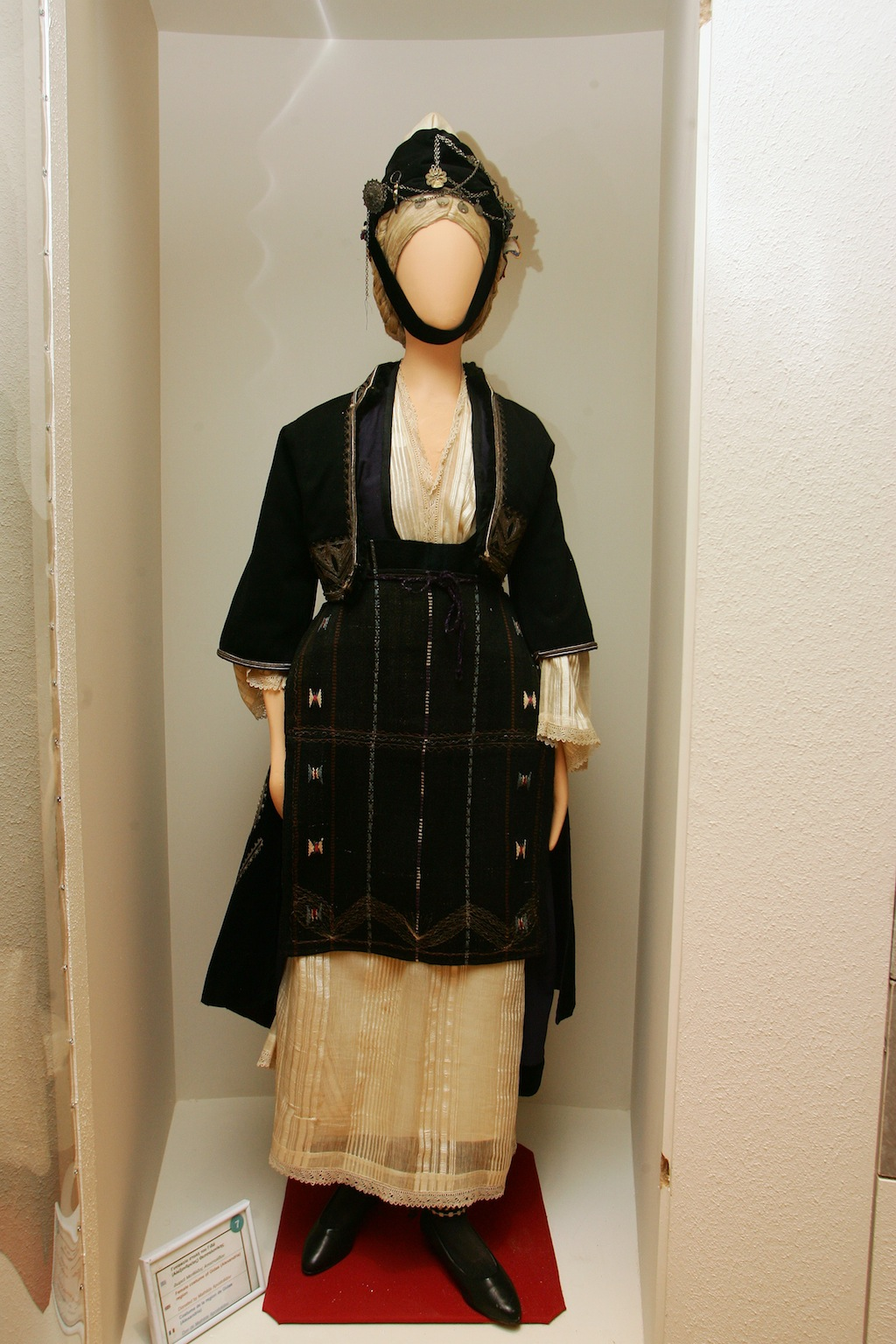
Costume macédonien traditionnel d’Alexandreia
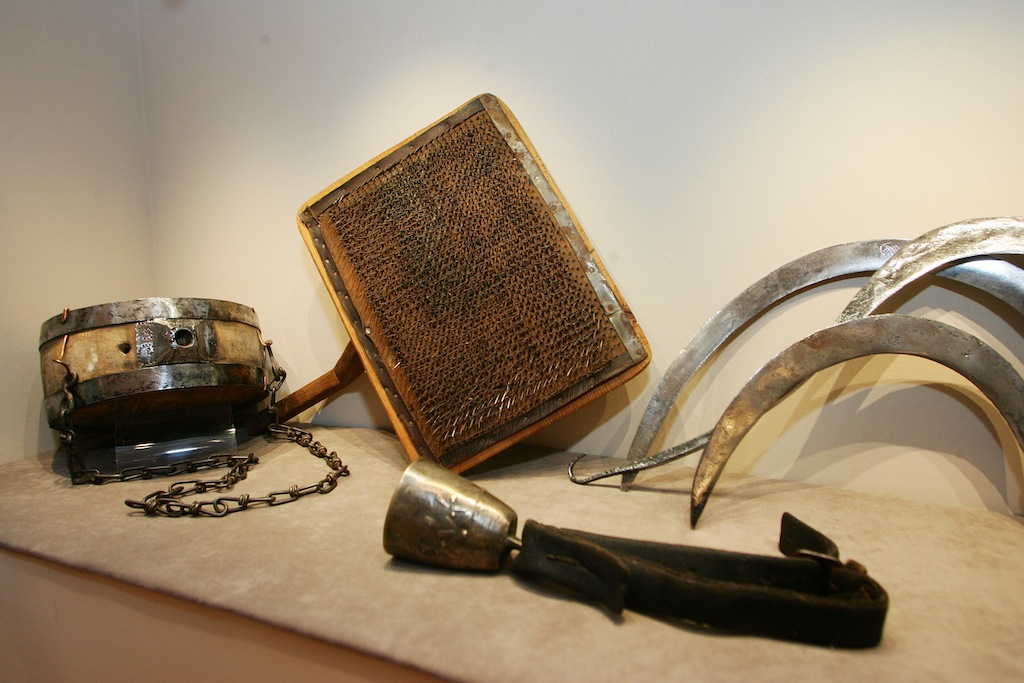
Outils de la ferme
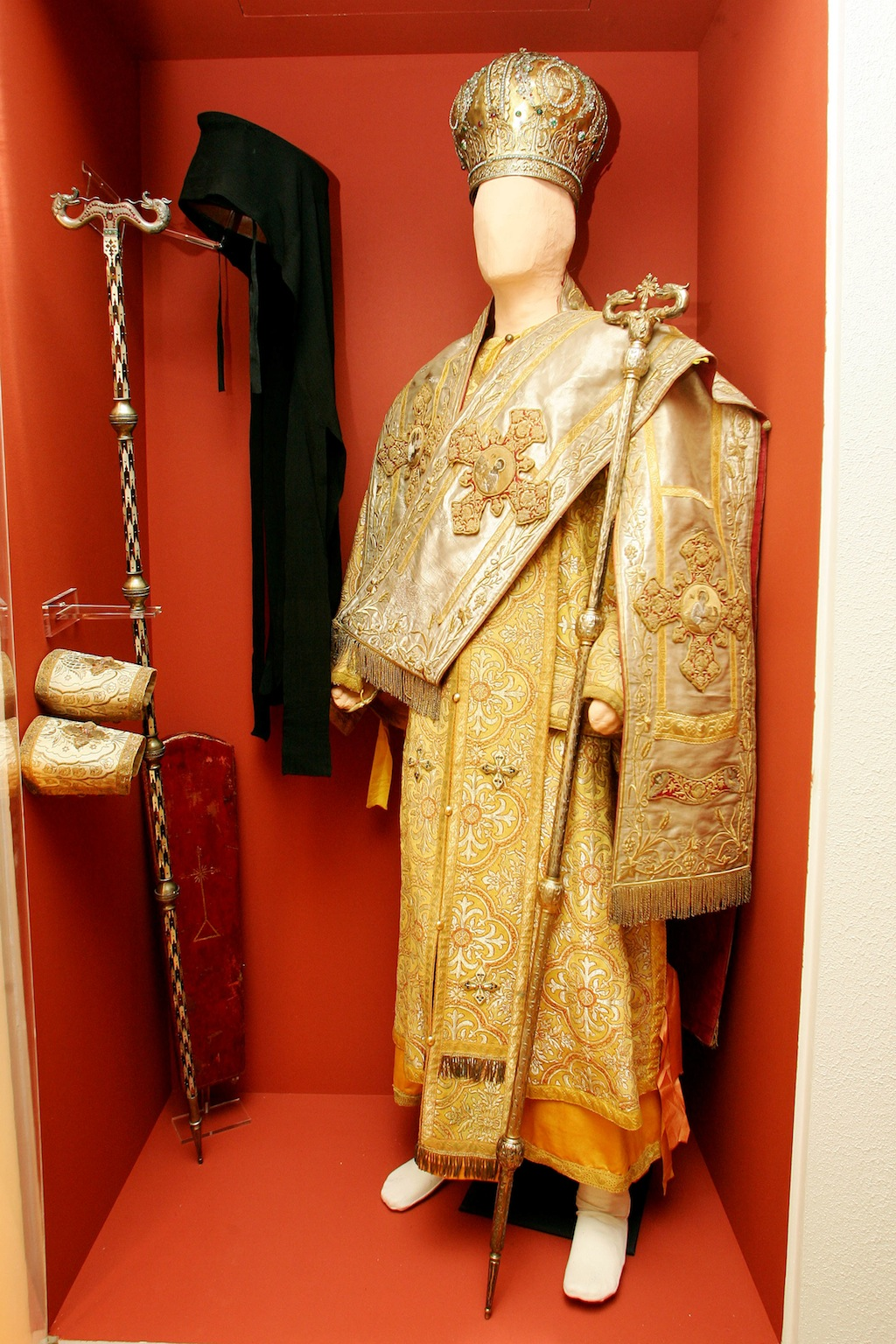
Objets ecclésiastiques
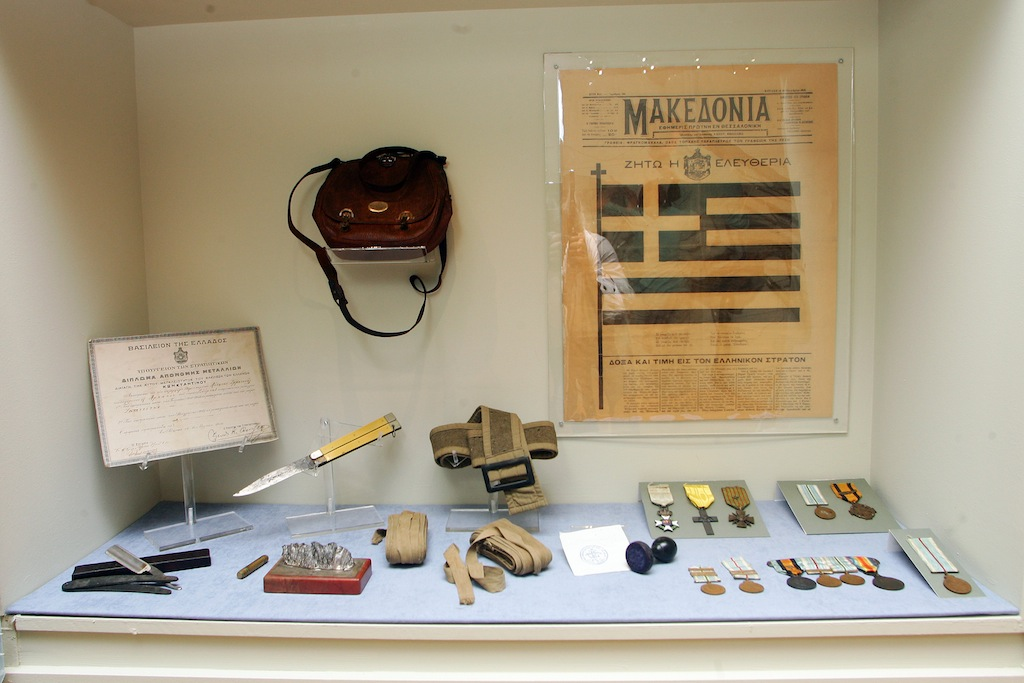
Équipement militaire et un numéro du quotidien «MAKEDONIA» (Macédoine)
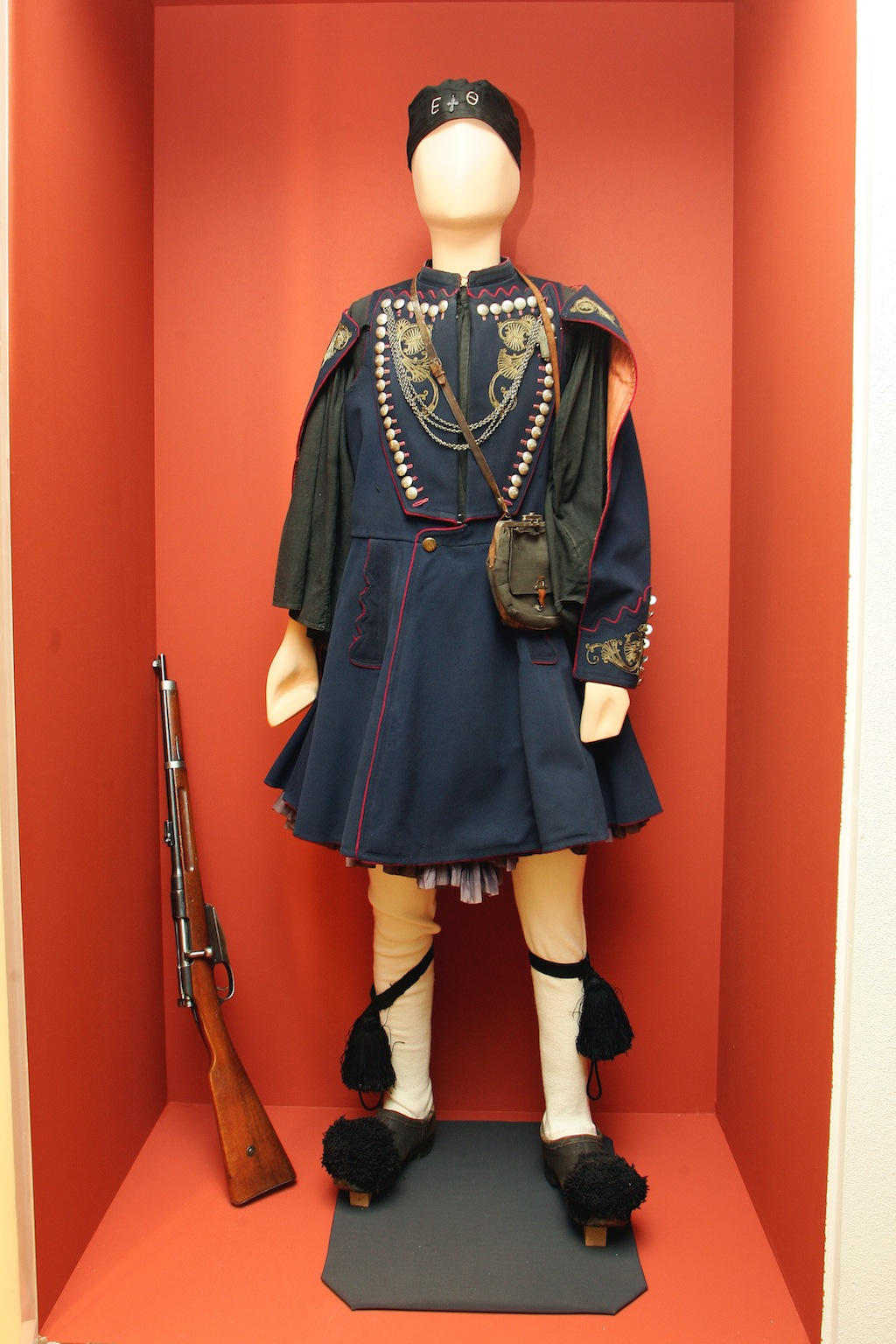
Costume d’un combattant macédonien

## Le Centre de recherche sur l’histoire et la documentation macédonienne
En 1988, le musée a créé le Centre de recherche sur l’histoire et la documentation macédonienne (KEMIT) dont la mission est d’encourager l’étude de la Macédoine et, en particulier, de la Question macédonienne. Cet établissement, qui comporte une librairie spécialisée, des ressources numériques et d’importantes archives (grecques et internationales, publiques et privées), accueille tant les chercheurs que les étudiants.
Le matériel des archives du KEMIT couvre la période qui va de 1770 à 1912. Le KEMIT dispose également d’archives photographiques, comptant plus de 4 000 photographies de personnes, cités, bourgs et villages de la Macédoine du XIXe et du XXe siècle.